# Kurigram Sadar
Kurigram Sadar è un sottodistretto (upazila) del Bangladesh situato nel distretto di Kurigram, divisione di Rangpur. Si estende su una superficie di 276,45 km² e conta una popolazione di 312.408 abitanti (censimento 2011).